# Малые Калмаши
Малые Калмаши — деревня в Каракулинском районе Удмуртии. Административный центр Малокалмашинского сельского поселения.

## География
Деревня расположена на юго-востоке республики на расстоянии примерно в 23 километрах по прямой к северо-востоку от районного центра Каракулино.
Часовой пояс
Деревня Малые Калмаши как и вся Удмуртия, находится в часовой зоне МСК+1. Смещение применяемого времени относительно UTC составляет +4:00.

## Население
| 2010 | 2012 |
| ---- | ---- |
| 737  | ↘704 |

Национальный состав
Согласно результатам переписи 2002 года, русские составляли 85 % из 850 чел..